# Booker T. Washington
Booker Taliaferro Washington, född 5 april 1856 i Franklin County, Virginia, död 14 november 1915 i Tuskegee, Alabama, var en amerikansk författare, skolreformator och människorättsaktivist. Han var född som slav och blev känd för sitt arbete mot rasism och slaveri.

## Biografi

### Tidiga år
Washington föddes 1856, som son av den svarta slavkvinnan Jane. I samband med inbördeskrigets slut 1865 och slaveriets avskaffande i hela USA, blev nioåringen frigiven. Därefter flyttade familjen till West Virginia för att kunna förena sig med Janes make Washington Ferguson. West Virginia hade under inbördeskriget brutit sig loss från Virginia och accepterades 1863 som ny delstat i unionen.
Under uppväxten studerade Washington på Hampton Normal and Agricultural Institute, då en utbildningsanstalt för svarta och numera omvandlad till Hampton University. Han gick därefter på Wayland Seminary, dagens Virginia Union University.

### Skolreformator och talesman
1881 tillsattes 25-åringen som chef vid det nya Tuskegee Institute (i Alabama), vilket bildats som en högskola för svarta. Anstalten, där man etablerade arbetspraktik som en fundamental del av studierna, var genom sitt tillkopplade lantbruk mer eller mindre självförsörjande på livsmedel. 
Washingtons arbete vid Tuskegee Institute lät höra tala om sig, och han blev nationellt känd 1895 i samband med ett tal i Atlanta som uppmärksammades av både politiker och allmänhet. Han blev vid denna tid en viktig talesman för USA:s afroamerikaner och utvecklade ett rikstäckande nätverk av likasinnade bland svarta inom kyrkan, skolorna och affärslivet. 
1912 blev han nära vän med Julius Rosenwald, filantrop och ägare av Sears Roebuck. Rosenwald kom därefter att både verka som styrelseledamot vid och mecenat till Tuskegee. De två utvecklade ett program för att bygga sex olika skolor för afroamerikaner i Sydstaterna, skolor som kunde tjäna som utbildningsmässiga föredömen. Projektet växte för att till slut omfatta 5 000 nya skolor för svarta på landsbygden i Södern; de flesta av dessa byggdes efter Washingtons död 1915.
Kritiker av Washingtons idéer kallade hans inflytelserika organisation för "Tuskegee Machine" ('Tuskegeemaskinen'). Washingtons åsikt var att svarta inledningsvis skulle avstå från kraven på lika rättigheter. Han förespråkade istället att de skulle kunna erhålla ökad respekt och senare jämställdhet genom att först förbättra sina kunskaper och skicklighet på olika områden. Denna idé var kontroversiell bland många yngre intellektuella bland dåtidens afroamerikaner, men den gillades av liberala vita – vilka främst fanns i Nordstaterna – och rönte honom omfattande ekonomiska bidrag. Dessa resurser använde han till förbättringar inom utbildningen för svarta, och han fick också ett starkt inflytande över afroamerikanska organisationer och publikationer.
Afroamerikaner var vid denna tid ofta lojala med Republikanerna, och Washington var nära bekant med flera av partiets ledare på nationell nivå. Han fick 1901, som förste svarte ledare, besöka USA:s president (då Theodore Roosevelt), och han rådfrågades ofta av presidenterna Roosevelt och Taft.

### Författande, betydelse
Utöver sin verksamhet som skolreformator författade Washington böcker – totalt 14 stycken. 1901 beskrevs hans kamp för ökad jämställdhet i självbiografin Upp från slaveriet (Up from Slavery), som räknas som en klassiker i ämnet.
Washingtons arbete var betydelsefullt för att hantera relationerna mellan vita och svarta under den övergångsperioden in i 1900-talet. Inte minst påverkade han svartas möjligheter att skaffa sig utbildning, egna ekonomiska resurser och en större förståelse av landets rättsväsen. Han var del av en generation svarta som lade grunden till den framväxande medborgarrättsrörelsen.